# Луїс Енріке (футболіст, 2001)
Луїс Енріке (порт. Luiz Henrique André Rosa da Silva; нар. 2 січня 2001, Петрополіс) — бразильський футболіст, півзахисник команди «Ботафогу» (Ріо-де-Жанейро) та збірної Бразилії.

## Клубна кар'єра
Уродженець Петрополіса Луїс є вихованцем клубу «Флуміненсе» до якого приєднався ще на дитячому рівні в 2010 році. 12 серпня 2020 року дебютував у першій команді, вийшовши на заміну замість Нене в другому таймі домашнього матчу проти «Палмейраса», гра завершилась внічию 1–1.
7 вересня 2020 року Луїс Енріке продовжив контракт з клубом до вересня 2025 року. 17 жовтня відзначився першим голом в матчі проти «Сеари», гра завершилась внічию 2–2.
Влітку 2022 року Луїс перейшов до клубу Ла-Ліги «Реал Бетіс», контракт був розрахований до кінця 2028 року.
31 січня 2024 року Джон Текстор, власник Eagle Football і мажоритарний акціонер «Ботафогу», оголосив про підписання контракту з Енріке на рекордну суму 106,6 мільйонів реалів. За цією умовою Луїс мав виступати один сезон за «Ботафогу».
Вже у другій грі за новий клуб півзахисник отримав травму. 31 березня 2024 Луїс відновився та відіграв один тайм в матчі за Кубок Ріо.

## Виступи за збірні
6 вересня 2024 року дебютував у національній збірній Бразилії в матчі кваліфікаційного відбору до чемпіонату світу 2026 року проти збірної Еквадору. 10 жовтня 2024 в переможній грі 2–1 проти Чилі відзначився забитим м'ячем.

## Титули і досягнення
- Чемпіон Бразилії (1):

«Ботафогу»: 2024
- Володар Кубка Лібертадорес (1):

«Ботафогу»: 2024